# ريتشارد هارتشورن
ريتشارد هارتشورن (12 ديسمبر 1899 - 5 نوفمبر 1992) (بالإنجليزية: Richard Hartshorne)‏، جغرافي أمريكي، يعدّ أفضل من كتب في طبيعة الفكر الجغرافي ومناهجه، ومن أشهر كتبه في هذا المجال طبيعة الجغرافيا. ولهارتشورن دراسات عديدة تناولت المناطق الزراعية، والعمران المدني، وعوامل توطّن الصناعة، وتوزيع الأجناس البشرية في الولايات المتحدة الأمريكية. ومن تعريفات هارتشورن للجغرافيا أنها دراسة الاختلافات المكانية. وهو يرى أن مجال الجغرافيا هو سطح الأرض، حيث يلتقي الغلاف الصخري بالغلاف المائي، والغلاف الغازي والغلاف الحيوي والبشري. وله دراسة عن مشكلات الحدود الأوروبية أنجزها في 500 صفحة، إلا أن هذه الدراسة لم تعتمد على دراسات ميدانية بسبب ظروف الحرب العالمية الثانية.